# Cerro de los Burros
Cerro de los Burros lub Cerro de la Virgen - wzgórze o wysokości 171 m n.p.m. w paśmie Cuchilla Grande w południowym Urugwaju, w departamencie Maldonado. Położone jest w miejscowości Playa Hermosa w pobliżu wybrzeża Atlantyku. Z powodu pokrywającej je gęstej szaty roślinnej, jest słabo dostępne. Pierwsza nazwa oznacza Wzgórze Osłów, druga Wzgórze Matki Boskiej.